# Fårö

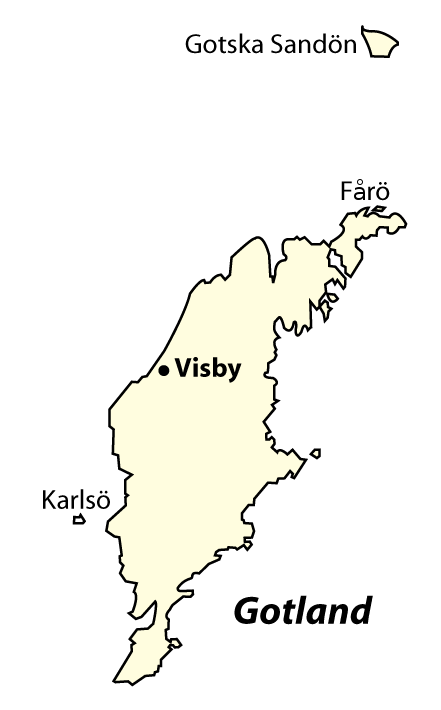
De ligging van Fårö ten opzichte van Gotland

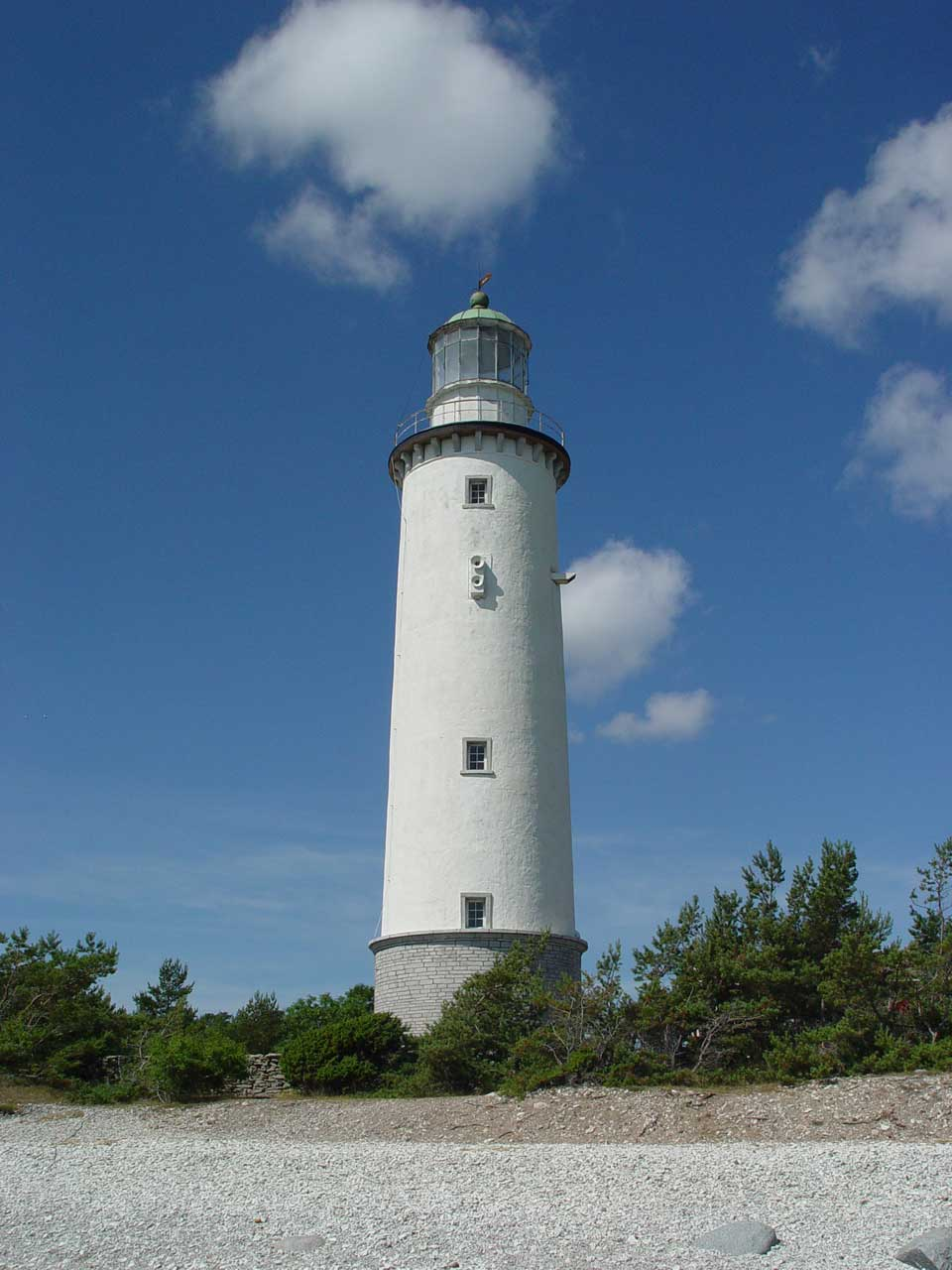
Vuurtoren van Fårö

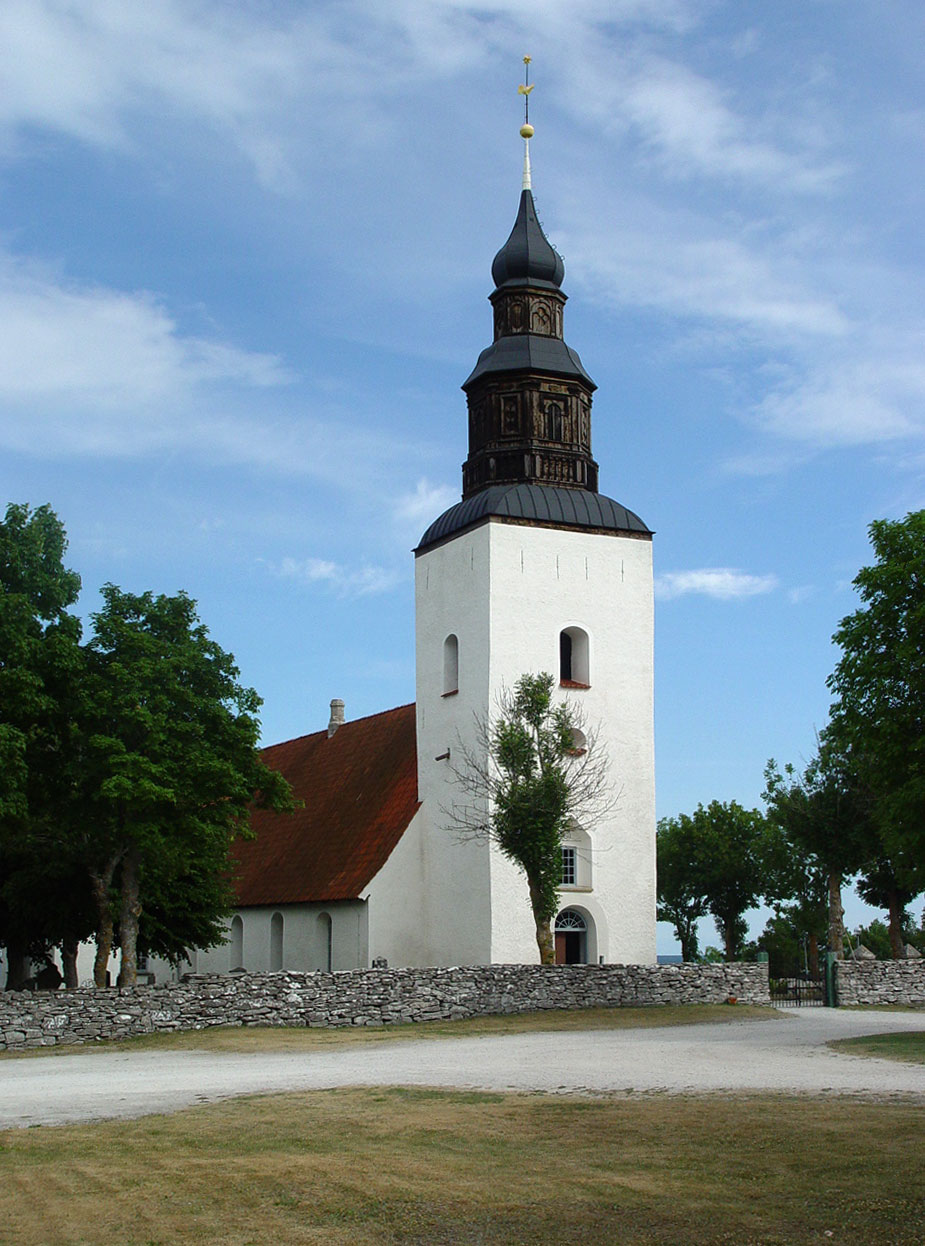
Kerk van Fårö

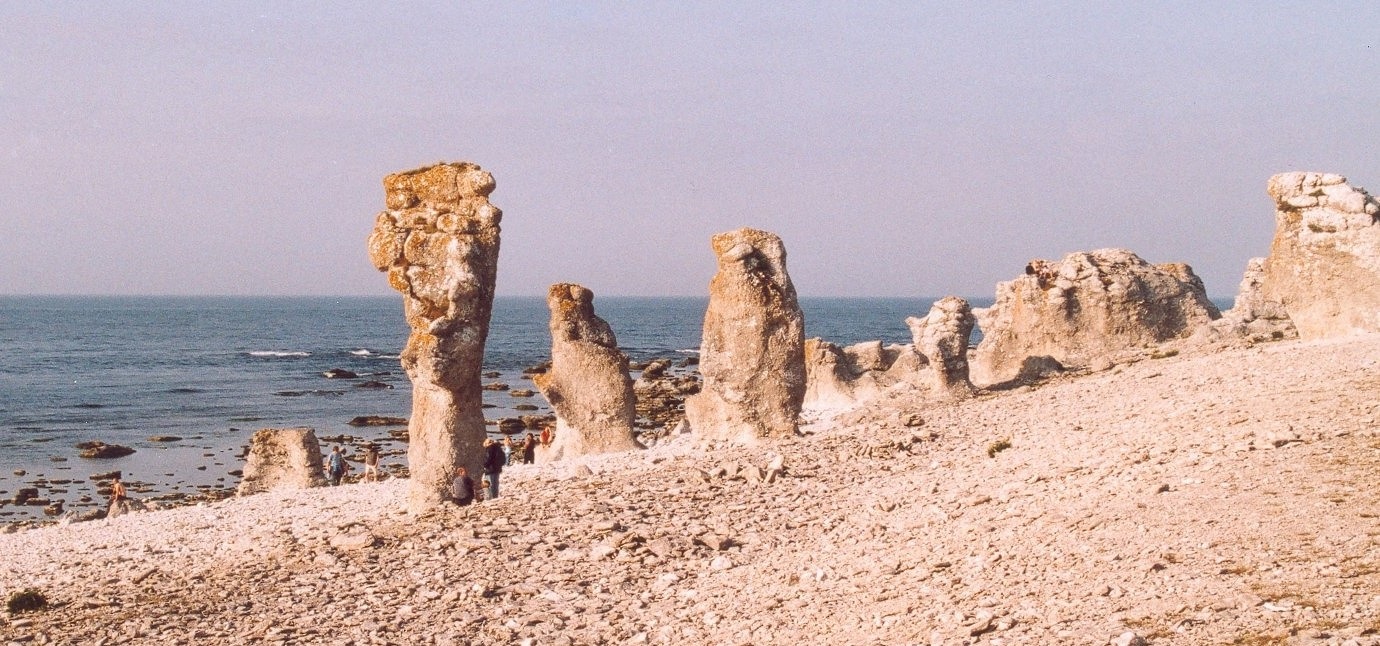
Raukar te Langhammars

Fårö ("schapeneiland" of, volgens een alternatieve verklaring, "Eiland van de varende mensen") is een Zweeds eiland in de Oostzee, ten noordoosten van het eiland Gotland. Het wordt van dit eiland gescheiden door een smalle zeestraat, de Fårösund.
Fårö is 113 km² groot, iets groter dan Terschelling. Het heeft ongeveer 600 permanente inwoners. Het eiland is plat en heeft vele kleine meren. De grond bestaat grotendeels uit woeste grond en weidegrond. In het oostelijke deel bevindt zich het eigenaardige stuifzandlandschap Ulla Hau. Aan de noordkust van het eiland bevinden zich merkwaardige erosiestructuren van kalksteen, de zogenoemde raukar.
Het eiland is gemakkelijk te bereiken. Elk half uur, in de zomermaanden vaker, vertrekt een gratis pontveer vanuit het dorp Fårösund op Gotland. De overtocht duurt zeven minuten.
In het voorjaar zijn de vogels heer en meester op het eiland. In de beboste gebieden broeden vogels ook nog gewoon op de grond, er zijn op het eiland geen natuurlijke vijanden (behalve meeuwen, ratten en sinds kort ook vossen). Tijdens het korte zomerseizoen (van begin juli tot half augustus) wordt Fårö goed bezocht door toeristen. Zij worden gelokt door de zandstranden op het eiland, waarvan Sudersand het populairst is. In deze periode verblijft er een veelvoud van het gebruikelijke aantal mensen. Er zijn in die periode dan ook vele winkels, restaurants, overnachtings- en uitgaansgelegenheden op het eiland.
Fårö is een socken, historische kerkelijke deelgemeente, van het landschap Gotland. Op het eiland bevindt zich een fraaie kerk die oorspronkelijk uit de veertiende eeuw stamt maar sinds die tijd veelvuldig verbouwd is, het laatst in 1858. In deze kerk is een achttiende-eeuwse houtschildering te zien waarop het verhaal verteld wordt van een groep zeehondenjagers die op een ijsschots vast kwamen te zitten op zee. Zij werden op wonderbaarlijke wijze gered.
Een bekende inwoner was de filmregisseur en schrijver Ingmar Bergman. Hij nam op Fårö zijn film Persona op. Ter ere van hem wordt jaarlijks eind juni, begin juli een Bergmanweek gehouden. Ingmar Bergman overleed op Fårö en is er ook begraven.

## Geschiedenis
Historisch is Fårö een geïsoleerde buitenpost van het op zijn beurt geïsoleerde Gotland. De bevolking leefde van visserij en zeehondenjacht. In het midden van de negentiende eeuw, tijdens de Krimoorlog die in 1856 eindigde, werd de zeestraat bij Fårö door de Engelse vloot gebruikt als aanvalsbasis. Er brak toen een cholera-epidemie uit. Hier herinnert het Engelse kerkhof op Fårö nog aan.
Ook tijdens de Koude Oorlog was het eiland van groot strategisch belang. Het Zweedse leger had er een belangrijke basis. Tot in de jaren negentig was de toegang tot het eiland en het noorden van Gotland verboden voor buitenlanders. Grote borden in meerdere talen maakten weggebruikers hierop attent en op de maatregel werd scherp toegezien. Na het einde van de Koude Oorlog en de intrede in de EU kon de Zweedse regering dit niet langer handhaven.

## Geografie
De neerslag wordt afgevoerd door een aantal beken. Door de geringe hoeveelheid neerslag staan zij soms droog. De beken:
- Ajkesån met Ajketräsk
- Alnäsabäcken met Alnäsaträsk
- Dämbaån
- Hyluån
- Mölnorbäcken met Mölnorträsk

Fårö wordt door de officiële instantie SMHI ingedeeld bij de waterlopen Gothemsån en Snoderån (rivieren 117 en 118), maar deze stromen beide niet op Fårö.